# Zafar

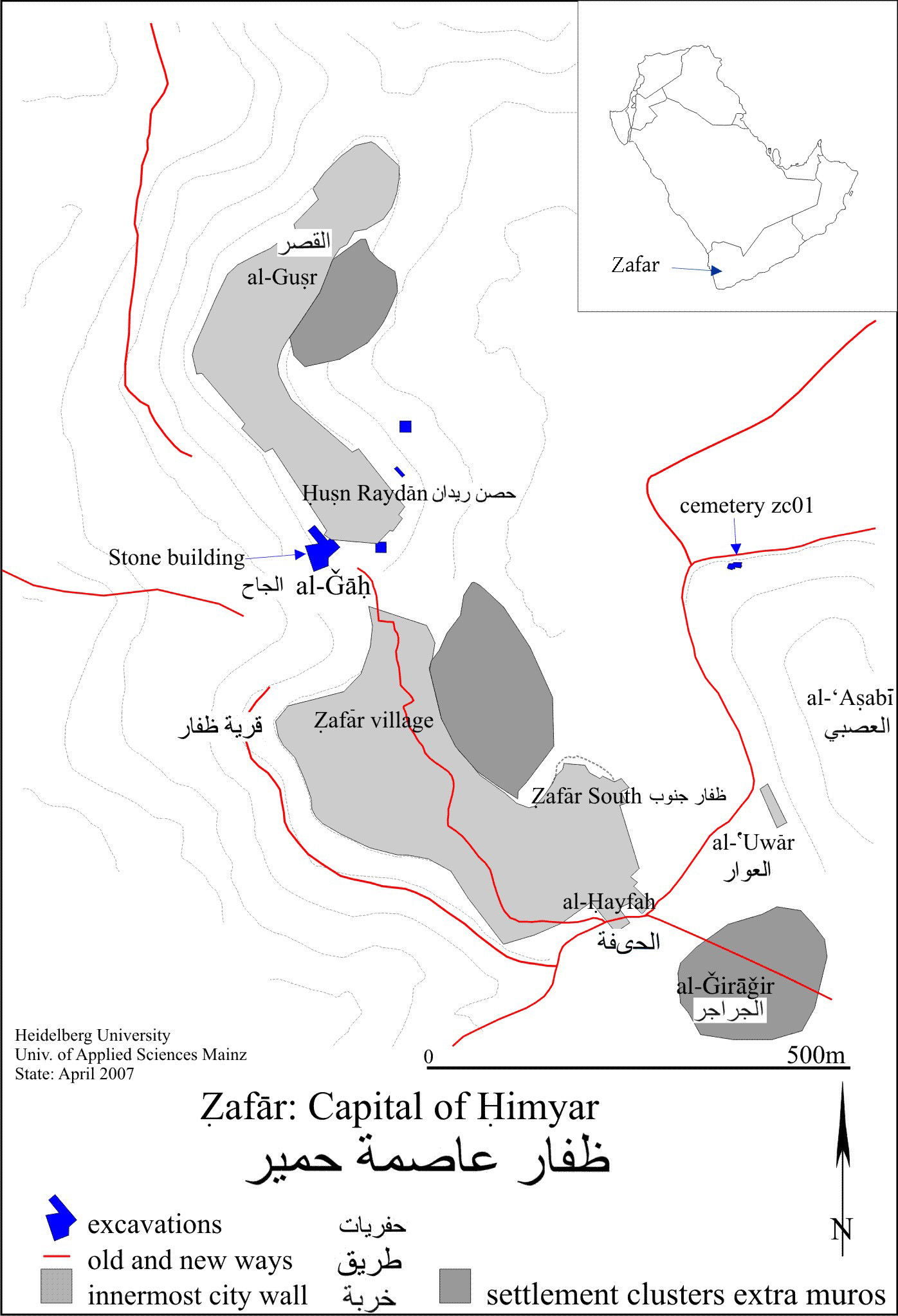
Uproszczony plan Zafar ok. 500 r.

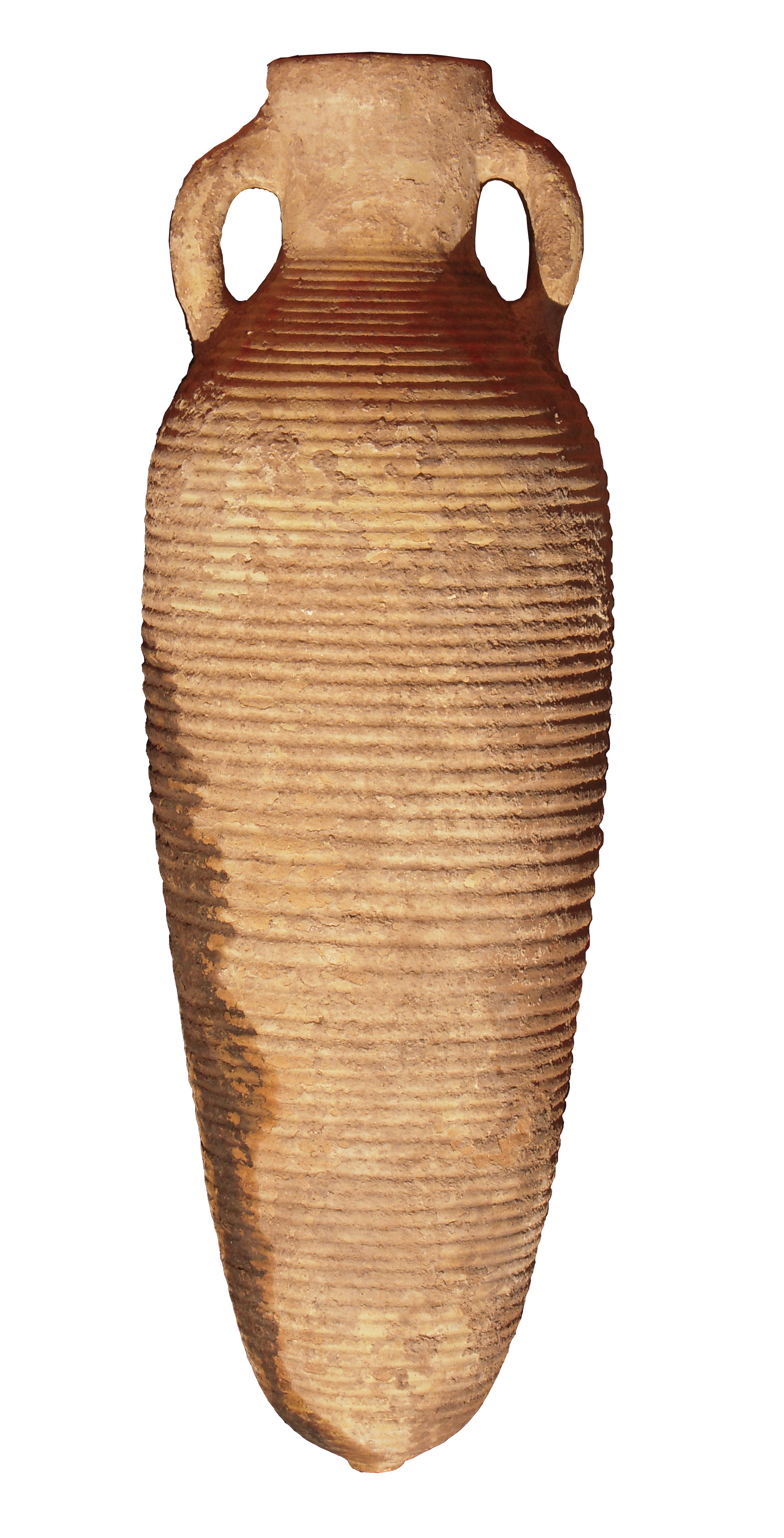
Amfora późnorzymska znaleziona w Zafar, pochodząca z Aqaba, Jordan, 400 – 550

Zafar (gr. Tapharon, łac. Sapphar, arab. ظفار Ẓafār) — wioska w Jemenie, starożytna stolica Himjarytów (110 przed Chr. – 545/570 po Chr.), konfederacji plemion, która po raz pierwszy zjednoczyła Arabię pod swoim panowaniem.
Obecnie Zafar jest wioską zamieszkaną przez ok. 400 osób. Znajduje się ona na wyżynie jemeńskiej, na wys. ok. 2800 m, pomiędzy Aden i Saną, ok. 14 km na południowy wschód od miasta Yarim. Swoje dawne bogactwo zawdzięczała korzystnemu położeniu na zachodnim skraju żyznego regionu Qa al-Haql.
W miejscowości znajduje się muzeum gromadzące rezultaty lokalnych wykopalisk archeologicznych. Stanowisko prowadzone przez badaczy z Uniwersytetu w Heidelberguu jest od 1998 roku ważnym źródłem plastyki reliefowej.

## Historia
Początki miasta Zafar są niejasne. Podstawowym źródłem pozostają w tym względzie teksty z I w. p.n.e. spisane w piśmie musnad. Zafar wzmiankowany jest następnie przez Pliniusza w jego Historii naturalnej oraz w anonimowym tekście Periplus Maris Erythraei (oba z I w. n.e (oryg. II w.). Prawdopodobnie w średniowieczu zmieniono błędnie koordynaty ptolemejskiej mapy, tak że metropolia „Sapphar” pojawia się dalej na wschód, na terytorium dzisiejszego Omanu.
Miasto opisują również autorzy wczesnochrześcijańscy, jak np. Filostorgios, od którego dowiadujemy się, że w IV w. zaproponowano Himjarytom budowę kościoła. Zafar było w swoim czasie centrum zamieszkiwanym przez wyznawców politeizmu, judaizmu, a później także chrześcijan, co czyni je ważnym miejscem formowania się religii monoteistycznych.
Obszerna inskrypcja potwierdza istnienie pałacu ok. 457 roku. W tekstach epigraficznych mowa jest m.in. o posłach o etiopskich imionach.
Miasto uległo zniszczeniu ok. 539 roku, prawdopodobnie w wyniku powstania. Między 537 a 548 rolę stolicy konfederacji przejęła również starożytna Sana wraz ze swoją twierdzą Ghumdan. Teksty w musnad nie mówią nic o tym czasie ani o zniszczeniu Zafar, wtedy jednak urywają się znaleziska na miejscu i w okolicach.

## Wykopaliska
Od roku 1998 wykopaliska archeologiczne prowadzi na miejscu Paul Yule z Uniwersytetu w Heidelbergu. W badaniach tych wykorzystywane są m.in. nowoczesne metody geoinformatyki.
Wykopaliska odkryły w Zafar m.in. groby i świątynię, a ponadto liczne reliefy z dekoracją roślinną i figuralną. Pojedyncze obiekty pochodzą z wczesnego okresu himjaryckiego (110 przed Chr. – 270 po Chr.), większość datuje się jednak na okres królewski (270-525). Ostatnio odkryta została inskrypcja w języku geez, datowana na czas po wojnie z Aksum.

## Literatura
- W. W. Müller, Zafār, w: Encyclopedia of Islam. Bd 11, fasc. 185–186. Leiden 2001, s. 379–380. ISBN 90-04-07026-5
- P. Yule, Himyar–Spätantike im Jemen/Late Antique Yemen. Linden Soft, Aichwald 2007. ISBN 3-929290-35-9
- P. Yule, K. Franke, C. Meyer, G. Nebe, C. Robin, C. Witzel, Zafar, Capital of Himyar, Ibb Province, Yemen First Preliminary Report: 1998 and 2000, Second Preliminary Report: 2002, Third Preliminary Report: 2003, Fourth Preliminary Report: 2004. ABADY 11 (Mainz 2007 [2008]) 479–547, pls. 1–47 + CD-ROM, ISSN 0722-9844, ISBN 978-3-8053-3777-9 – online
- P. Yule, The Gates of Ḥimyarite Ẓafār. Chroniques yéménites 14, 2007, 1–13, ISSN 1248-0568 – online
- P. Yule, Ẓafār, Capital of Ḥimyar, Fifth Preliminary Report, February–March 2005. Zeitschrift für Archäologie außereuropäischen Kulturen 2, 2007 [2008] 105–120, ISBN 978-3-89500-649-4 – online
- K. Franke/M. Rösch/C. Ruppert/P. Yule, Ẓafār, Capital of Ḥimyar, Sixth Preliminary Report, February–March 2006. Zeitschrift für Orient-Archäologie 1, 2008 [2009] 208–245, ISBN 978-3-11-019704-4 – online